# Kanton Marseille-La Blancarde
Kanton Marseille-La Blancarde (fr. Canton de Marseille-La Blancarde) je francouzský kanton v departementu Bouches-du-Rhône v regionu Provence-Alpes-Côte d'Azur. Tvoří ho část města Marseille a zahrnuje části městských obvodů 4 a 12.

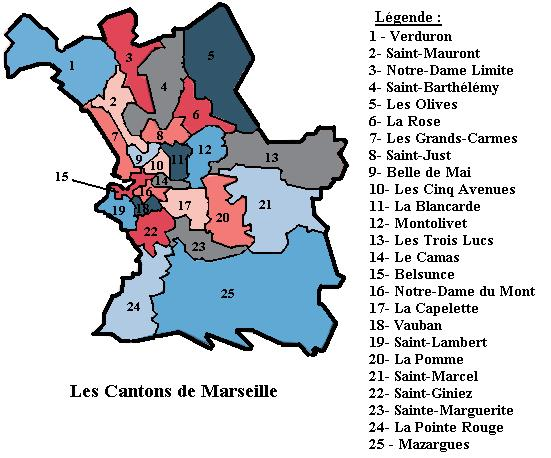
Kantony města Marseille